# Donavan Brazier
Donavan Brazier (* 15. April 1997 in Grand Rapids, Michigan) ist ein US-amerikanischer Leichtathlet, der sich auf den 800-Meter-Lauf spezialisiert hat.

## Leben
Donavan Brazier wuchs in seiner Geburtsstadt Grand Rapids auf, wo er 2015 die Kenowa Hills High School abschloss. Sein läuferisches Talent wurde bereits zu High-School-Zeiten entdeckt.
Seit Oktober 2018 trainiert er in Portland im Umfeld des umstrittenen Nike Oregon Projects (NOP).
Braziers bislang größter internationaler Erfolg ist der Gewinn der Goldmedaille bei den Weltmeisterschaften 2019 in Doha. Mit einer persönlichen Bestleistung von 1:42,34 min verbesserte er den 34 Jahre alten US-amerikanischen Rekord von Johnny Gray. Es war gleichzeitig die schnellste jemals gelaufene Zeit bei Freiluftweltmeisterschaften. Der Weltjahresbeste Nijel Amos konnte dabei aufgrund von Verletzungsproblemen nicht am Wettbewerb teilnehmen.